# Bligny (Marne)
Bligny település Franciaországban, Marne megyében. Lakosainak száma 115 fő (2022. január 1.). Bligny Aubilly, Chaumuzy, Bouilly, Chambrecy, Saint-Euphraise-et-Clairizet és Sarcy községekkel határos.

## Népesség
A település népességének változása:
| Lakosok száma | 56   | 101  | 102  | 110  | 119  | 124  | 122  | 118  | 117  | 115  |
|               | 1968 | 1982 | 1990 | 2006 | 2013 | 2015 | 2017 | 2019 | 2020 | 2022 |